# Zlata dekleta
Zlata dekleta (The Golden Girls) je ameriška humoristična nanizanka, ki je bila predvajana od 14. septembra 1985 do 9. maja 1992.

## Igralke
- Beatrice Arthur kot Dorothy Zbornak  je srednješolska učiteljica. Rojena v Brooklyn, New York City, hči Sophie in Salvadora Petrillo.
- Rue McClanahan kot Blanche Elizabeth (Marie) Devereaux je lastnica hiše v kateri prebivajo dekleta. Ima šest otrok.
- Estelle Getty kot Sophia Petrillo je upokojenka, rojena na Sicilija.
- Betty White kot Rose Nylund je norveška priseljenka. Živela je na majhni farmi v St. Olaf, Minnesota.

## Vsebina
Štiri samske gospe (Rose, Dorothy, Blanche in Sophia) srednjih let skupaj živijo v hiši na Floridi. 
Blanche Deveraux (Rue McClanahan) je lastnica hiše. Na njen oglas v katerem je iskala sostanovalki sta se prijavil Dorothy Zbornak (Bea Arthur) in Rose Nylund (Betty White). Kasneje se jim je pridružila še Sophia Petrillo (Estelle Getty), Dorothyina mama.

## Uspehi
Serija je doživela ogromno popularnost, saj je bila 65 krat nominirana za nagrado Emmy, od tega je osvojila 11 nagrad. Poleg teh še štiri Zlate globuse. 
Zadnji del serije si je ogledalo 27 milijonov gledalcev.